# 여대 (삼국지)
여대(呂岱, 161년 ~ 256년)는 후한 말기 ~ 동오의 군인으로, 자는 정공(定公)이며 광릉군 해릉현(海陵縣) 사람이다.

## 생애

### 후한 말 시절
처음에는 현리에 있었다.
손권(孫權)의 막하에 있으면서 독군교위와 소신중랑장을 지냈다. 후한 말년에 교주자사로 있었다.
215년, 여몽과 함께 장사, 영릉, 계양 등을 공략하였다.
220년, 교주를 토벌하였다.

### 삼국 시대
황룡(黃龍) 3년(231년) 무릉의 소수민족들의 반란을 진압했다.
245년에 육손이 죽은 후 상대장군이 되었으며, 252년에는 대사마가 되었다.
256년, 96세의 나이로 병사하였다.

## 같이 보기
- 삼국지 인물 목록